# Eriogonum villosissimum
Eriogonum villosissimum är en slideväxtart som beskrevs av Reveal & D.A.York. Eriogonum villosissimum ingår i släktet Eriogonum och familjen slideväxter. Inga underarter finns listade i Catalogue of Life.